# Jaromír Šimůnek
Jaromír Šimůnek (ur. 2 lutego 1955 w Semilach) – czeski biathlonista reprezentujący Czechosłowację, olimpijczyk.

## Kariera
W Pucharze Świata zadebiutował w sezonie 1977/1978. W zawodach tego cyklu jeden raz stanął na podium: 15 stycznia 1981 roku w Jáchymovie był trzeci w biegu indywidualnym. Wyprzedzili go tam jedynie Norweg Terje Krokstad oraz Wiktor Cyuniel z ZSRR.
W 1980 roku wystąpił na igrzyskach olimpijskich w Lake Placid, zajmując szesnaste miejsce w biegu indywidualnym i jedenaste w sztafecie. Na rozgrywanych cztery lata później igrzyskach w Sarajewie bieg indywidualny ukończył na 25. pozycji, a w sztafecie był szósty. Wystąpił także podczas igrzysk olimpijskich w Calgary w 1988 roku, gdzie uplasował się na 34. miejscu w sprincie. Wspólnie z kolegami z reprezentacji wielokrotnie zajmował szóste miejsca w sztafecie, między innymi podczas mistrzostw świata w Hochfilzen w 1978 roku, mistrzostw świata w Anterselvie w 1983 roku i mistrzostw świata w Oslo w 1986 roku. Indywidualnie najlepszy rezultat osiągnął na mistrzostwach świata w Ruhpolding w 1979 roku, gdzie zajął szóste miejsce w biegu indywidualnym. W 1988 roku zakończył karierę.

## Osiągnięcia

### Igrzyska olimpijskie
| Rok  | Miejscowość | Konkurencje | Konkurencje | Konkurencje | Konkurencje | Konkurencje | Konkurencje | Konkurencje |
| Rok  | Miejscowość | IN          | SP          | PU          | MS          | RL          | MR          | SR          |
| ---- | ----------- | ----------- | ----------- | ----------- | ----------- | ----------- | ----------- | ----------- |
| 1980 | Lake Placid | –           | 16.         | nd.         | nd.         | 11.         | nd.         | –           |
| 1984 | Sarajewo    | 25.         | –           | nd.         | nd.         | 6.          | nd.         | –           |
| 1988 | Calgary     | –           | 34.         | nd.         | nd.         | –           | nd.         | –           |

### Mistrzostwa świata
| Rok  | Miejscowość | Konkurencje | Konkurencje | Konkurencje | Konkurencje | Konkurencje | Konkurencje | Konkurencje |
| Rok  | Miejscowość | IN          | SP          | PU          | MS          | RL          | MR          | SR          |
| ---- | ----------- | ----------- | ----------- | ----------- | ----------- | ----------- | ----------- | ----------- |
| 1978 | Hochfilzen  | 25.         | 41.         | nd.         | nd.         | 6.          | nd.         | –           |
| 1979 | Ruhpolding  | 6.          | 7.          | nd.         | nd.         | 7.          | nd.         | –           |
| 1981 | Lahti       | –           | –           | nd.         | nd.         | 7.          | nd.         | –           |
| 1982 | Mińsk       | 31.         | 24.         | nd.         | nd.         | 6.          | nd.         | –           |
| 1983 | Anterselva  | 35.         | 28.         | nd.         | nd.         | 6.          | nd.         | –           |
| 1985 | Ruhpolding  | 24.         | –           | nd.         | nd.         | 6.          | nd.         | –           |
| 1986 | Oslo        | 15.         | 15.         | nd.         | nd.         | 6.          | nd.         | –           |
| 1987 | Lake Placid | 46.         | 47.         | nd.         | nd.         | –           | nd.         | –           |

### Puchar Świata

#### Miejsca w klasyfikacji generalnej
| Sezon     | Miejsce |
| --------- | ------- |
| 1977/1978 | ?       |
| 1978/1979 | ?       |
| 1979/1980 | ?       |
| 1980/1981 | ?       |
| 1981/1982 | ?       |
| 1982/1983 | ?       |
| 1983/1984 | ?       |
| 1984/1985 | ?       |
| 1985/1986 | ?       |
| 1986/1987 | 67.     |
| 1987/1988 | 55.     |

#### Miejsca na podium chronologicznie
| Lp. | Dzień       | Rok  | Miejscowość | Konkurencja                | Lokata | Pudła | Czas biegu | Strata  | Zwycięzca      |
| --- | ----------- | ---- | ----------- | -------------------------- | ------ | ----- | ---------- | ------- | -------------- |
| 1.  | 15 stycznia | 1981 | Jáchymov    | Bieg indywidualny na 20 km | 2.     | ?     | 1:19:13,3  | +1:09,0 | Terje Krokstad |